# Ботвинкин, Олег Константинович
Олег Константинович Ботвинкин (1904 — 30 сентября 1984) — советский учёный, доктор химических наук (1936), лауреат Сталинской премии. Один из основоположников физической химии силикатов.

## Биография
Родился 9 февраля 1904 года[по какому календарю?] в Санкт-Петербурге в семье офицера Главного артиллерийского управления.
С 1919 года работал лаборантом в Центральной химической лаборатории при химическом отделе Высшего совета народного хозяйства.
В 1920 году окончил 61-ю Советскую трудовую школу 2-й ступени Городского района Москвы, а в 1924 году — инженерно-химическое отделение химического факультета МВТУ.
С 1924 года работал в стекольном отделе Государственного экспериментального института силикатов, позже преобразованном в ГЭИ стекла (1930) и ВНИИ стекла (1943): лаборант младший и старший научный сотрудник, помощник заведующего, затем заведующий физико-химической лабораторией, с 1936 исполняющий обязанности директора ГЭИ стекла, в 1943—1953 директор ВНИИС/ГНИИС, в 1953—1973 зав. отделом (в составе 4 лабораторий), с 1970 зав. лабораторией, последняя должность — научный консультант института.
В 1936 году защитил докторскую диссертацию и в 1937 году был утверждён в учёном звании профессора.
В 1925—1939 гг. преподавал физическую химию в Московском химико-технологическом институте им. Д. И. Менделеева. Автор учебника «Введение в физическую химию силикатов» (1938).
Читал курсы лекций в Институте силикатов и стройматериалов (1930—1933); в Химико-технологическом институте легкой промышленности (1934—1939); в Институте прикладного и декоративного искусства (1941—1951); во Всесоюзном заочном политехническом институте (1953—1958).
В годы Великой отечественной войны в ГЭИ стекла и на опытном заводе остались работать лишь 32 человека, остальные ушли на фронт. Работа была перестроена на военный лад: разрабатывалась улучшенная конструкция многослойной прозрачной брони для самолетов и танков, цех стекловарения выпускал бутылки для противотанковых зажигательных смесей, был освоен выпуск шаровидных стеклянных мин, продолжался выпуск гранёных прессованных стаканов для госпиталей и воинских частей, оказывалась техническая помощь заводам, осваивающим оборонную продукцию. В 1943 году ГЭИС был переименован во Всесоюзный научно-исследовательский институт стекла (ВНИИС), О. К. Ботвинкин назначен директором института, занимая эту должность до 1953 года.
Член-корреспондент Академии строительства и архитектуры СССР (1957).
В 1963—1970 годах был главным редактором журнала «Стекло и керамика».
Умер 30 сентября 1984 года в Москве. Похоронен на Ваганьковском кладбище.

## Награды и звания
- орден Ленина (1951),
- медали:
  - «За оборону Москвы»,
  - Медаль «За доблестный труд в Великой Отечественной войне 1941—1945 гг.»,
  - «В память 800-летия Москвы»,
  - «За трудовую доблесть».
- Лауреат Сталинской премии (1951 — за разработку и промышленное внедрение нового способа выработки листового стекла).
- Заслуженный деятель науки и техники РСФСР (1964).